# Grabowa (gmina Potworów)
Grabowa – wieś w Polsce, położona w województwie mazowieckim, w powiecie przysuskim, w gminie Potworów. Przez miejscowość przebiega droga wojewódzka nr 740. Wieś ma status sołectwa.
| SIMC    | Nazwa    | Rodzaj     |
| ------- | -------- | ---------- |
| 0632349 | Wymysłów | przysiółek |

W latach 1954–1959 wieś należała i była siedzibą władz gromady Grabowa, po jej zniesieniu w gromadzie Potworów. W latach 1975–1998 miejscowość należała administracyjnie do województwa radomskiego.
Wierni Kościoła rzymskokatolickiego należą do parafii św. Doroty w Potworowie.